# Волфганг Паул
Волфганг Паул (10. август 1913 – 7. децембар 1993) био је немачки физичар, који је 1989. године, заједно са Хансом Георгом Демелтом, добио Нобелову награду за физику „за развој технике јонске замке”.